# Dobrujevac (Aleksinac)
Dobrujevac (em cirílico: Добрујевац) é uma vila da Sérvia localizada no município de Aleksinac, pertencente ao distrito de Nišava, na região de Ponišavlje. A sua população era de 311 habitantes segundo o censo de 2011.

## Demografia
| 1948 | 1953 | 1961 | 1971 | 1981 | 1991 | 2002 | 2011 |
| ---- | ---- | ---- | ---- | ---- | ---- | ---- | ---- |
| 750  | 780  | 730  | 642  | 555  | 496  | 388  | 311  |